# William Shepherd Benson

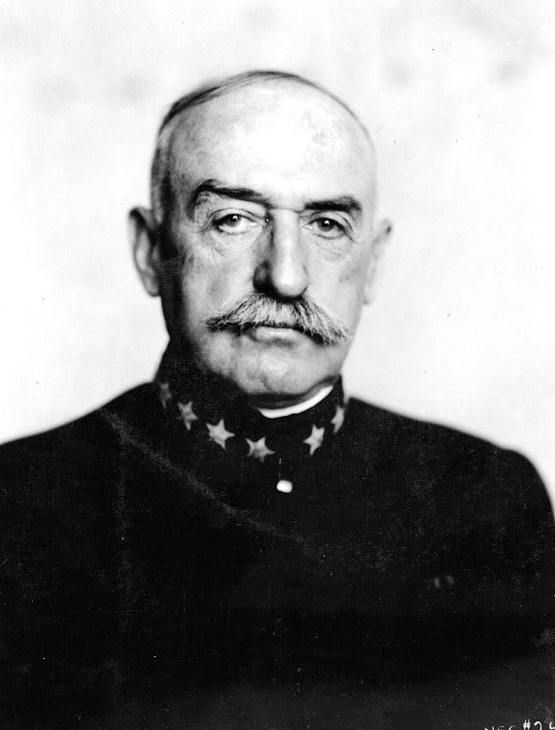
William Shepherd Benson, ca. 1919

William Shepherd Benson (* 25. September 1855 in Macon, Georgia; † 20. Mai 1932 in Washington, D.C.) war ein amerikanischer Admiral.

## Biografie
Benson war der Sohn von Catherine Brewer Benson (1822–1908), eine der ersten Frauen, die einen Hochschulbachelorgrad in den USA erwarb. Sein Vater war Richard Aaron Benson; die Familie hatte acht Kinder. Sein Sohn Commodore Howard Hartwell James Benson war ebenfalls Berufsoffizier der Marine.
Benson schloss 1877 seine Ausbildung an der United States Naval Academy ab. Seine ersten Dienstjahre umfassten unter anderem eine Weltumrundung an Bord der Dolphin während der 1880er Jahre. Die nächsten Jahre widmete er sich der Küstenvermessung und hydrographischen Aufgaben, lehrte an der Marineakademie, kommandierte den Kreuzer Albany und diente als Stabschef der Flotte. 1911 wurde er als Kapitän der erste Kommandant des Schlachtschiffs Utah. Von 1913 bis 1915 war er Kommandant des Philadelphia Navy Yard. Von dort wurde er nach Washington versetzt, wo er nach seiner Beförderung zum Konteradmiral der erste Chief of Naval Operations (CNO) der Marine wurde. In dieser Funktion löste er Konteradmiral Bradley A. Fiske ab, den letzten Adjutanten für Marineaufgaben.
Benson widmete sich der Stärkung der Marine in einer Zeit, die von Spannungen innerhalb des Marineministeriums, US-amerikanischen Interventionen in der Karibik und in Zentralamerika und dem Beginn des Ersten Weltkrieges in Europa bestimmt wurde. Er war maßgeblich daran beteiligt, die Funktionen der neuen CNO-Position zu definieren. Nach seiner 1916 erfolgten Beförderung zum Admiral wuchs sein Verantwortungsbereich mit dem Kriegseintritt der USA im April 1917 stark an. In den nächsten 18 Monaten beaufsichtigte er eine starke Erweiterung der Marine, die Ausweitung der Operationen in europäische Gewässer und den Transport der US Army nach Frankreich. Nach dem Waffenstillstand mit Deutschland im November 1918 war er mit John J. Pershing ein aktiver militärischer Teilnehmer an den ausgedehnten Friedensverhandlungen in Frankreich.
Benson verließ den Dienst in der Marine im September 1919. Für die nächsten zehn Jahre leitete er das United States Shipping Board.

Er wurde auf dem Nationalfriedhof Arlington beigesetzt.
Ehrungen
- Der Zerstörer USS Benson, Typschiff der Benson-Klasse, wurde nach ihm benannt.
- Die Benson Street in Charleston, South Carolina erhielt seinen Namen.